# 凹面鏡

凹面鏡

凹面鏡（おうめんきょう、英: concave mirror）は曲面鏡の一種で、曲面の凹面側を鏡面とした鏡。

## 応用
凹面鏡には光を集める性質があるため懐中電灯の集光鏡に用いられる。また、凹面鏡には物体を大きく見せる性質があるため化粧鏡に用いられる。
なお、球面収差の除去など特殊な目的で非球面鏡とすることがあり、非球面鏡の一種に放物面鏡がある。鏡面が放物面の場合は、焦点から出た光は全て平行光線となり、平行に入射した光は焦点に集まる。つまり、凸レンズと同じ働きをする。前者の性質はサーチライトに応用され、後者の性質は反射望遠鏡や太陽炉に応用される。